# Гебі Гоффманн
Гебрієль Мері Антонія Гоффманн (англ. Gabrielle Mary Antonia Hoffmann; нар. 8 січня 1982, Нью-Йорк) — американська акторка.

## Біографія
Гебі Гоффманн народилася в Нью-Йорку і жила з матір'ю в готелі в центрі цього міста до 1993 року. Її батьки, мати — Джанет Сьюзен Мері Гоффманн, більш відома як Віва, акторка та письменниця, та батько — Ентоні Еррера, актор мильних опер, розлучилися майже відразу після народження Гебі.
Завдяки мамі Гебі почала зніматися в рекламі вже з чотирьох років. 1989 року знялася в ролі доньки головного героя Рея Кінселла у виконанні Кевіна Костнера у фільмі «Поле чудес», за яку отримала кінопремію «Найкращій молодій акторці другого плану». Відразу після «Поля чудес» знялася у фільмі «Дядечко Бак» з Джоном Кенді та молодою зіркою Маколеєм Калкін. На деякий час Гебі припинила зніматися, але дізнавшись, що Калкін, якого вона невзлюбила під час спільних зйомок у фільмі «Дядечко Бак», став отримувати великі гонорари, вона повернулася до зйомок у фільмах «Це моє життя» (1992), «Несплячі в Сієтлі» (1993) і режисерському дебюті Мела Гібсона «Людина без обличчя» (1993).
Влітку 1993 року Гебі з мамою переїхала з Нью-Йорку на околицю Лос-Анджелесу. 1994 року Гебі знялася у кількох серіях власного ситкому «Хтось такий як я». 1995 року — з Шеллі Лонг у телефільмі «Чумова п'ятниця», а з Демі Мур у фільмі «Зараз і тоді».
Впродовж 1996—2002 років Гебі Гоффманн знялася в кількох молодіжних фільмах. З 2003 по 2007 роки була зайнята на сценах театрів Нью-Йорку. З 2007 року Гебі повернулася до зйомок у фільмах. 2013 року отримала головну роль у фільмі «Кришталева фея та чарівний кактус». З 2014 року знімалася у одній з головних ролей серіалу «Очевидне», створеного Джилл Соловей, яка написала роль спеціально для Гебі. За своє виконання Гебі Гоффманн 2015 року була номінована на премію ««Еммі» за найкращу жіночу роль другого плану у комедійному телесеріалі».

## Фільмографія
| Фільми | Фільми                            | Фільми                             | Фільми                           |
| Рік    | Українською мовою                 | мовою оригіналу                    | Роль                             |
| ------ | --------------------------------- | ---------------------------------- | -------------------------------- |
| 1989   | Поле чудес                        | Field of Dreams                    | Керін Кінселла                   |
| 1989   | Дядечко Бак                       | Uncle Buck                         | Мейзі Рассел                     |
| 1992   | Це моє життя                      | This Is My Life                    | Опал Інглс                       |
| 1993   | Несплячі в Сієтлі                 | Sleepless in Seattle               | Джессіка                         |
| 1993   | Людина без обличчя                | The Man Without a Face             | Меган Норстадт                   |
| 1995   | Зараз і тоді                      | Now and Then                       | Саманта Альбертсон (у дитинстві) |
| 1995   | Шалена п'ятниця                   | Freaky Friday                      | Аннабель                         |
| 1996   | Всі кажуть, я тебе кохаю          | Everyone Says I Love You           | Лейн Дандрідж                    |
| 1997   | Вулкан                            | Volcano                            | Келлі Рорк                       |
| 1998   | Змова пустунок                    | All I Wanna Do                     | Оді Сінклер                      |
| 1999   | 200 цигарок                       | 200 Cigarettes                     | Стефі, подруга Вел               |
| 1999   | Скоро                             | Coming Soon                        | Дженні Саймон                    |
| 1999   | Чорне та біле                     | Black and White                    | Рейвен                           |
| 2000   |                                   | You Can Count on Me                |                                  |
| 2001   |                                   | Perfume                            |                                  |
| 2007   |                                   | Severed Ways                       |                                  |
| 2009   |                                   | Life During Wartime                |                                  |
| 2010   | 13                                | 13                                 | Клара Ферро                      |
| 2012   |                                   | Nate & Margaret                    |                                  |
| 2013   | Кришталева фея та чарівний кактус | Crystal Fairy & the Magical Cactus |                                  |
| 2014   | Вероніка Марс                     | Veronica Mars                      | Рубі Джетсон                     |
| 2014   | Дика                              | Wild                               | Еймі                             |
| 2014   | Лайл                              | Lyle                               | Лея                              |
| 2014   | Дівчата (телесеріал)              | Girls                              | Керолайн Саклер                  |
| 2014   | Очевидне (телесеріал)             | Transparent                        | Елі Пфефферман                   |
| 2014   |                                   | Manhattan Romance                  | Еммі                             |
| 2021   | Камон Камон                       | C'mon C'mon                        | Вів                              |
| 2024   | Ерік (мінісеріал)                 | Eric                               | Кессі Андерсон                   |
| 2025   | Натхненник                        | The Mastermind                     | Мод                              |
| 2025   | Позбав мене від небуття           | Deliver Me from Nowhere            | Адель Спрінгстін                 |